# Kernascléden

 Kernascléden  (en bretón Kernaskledenn) es una población y comuna francesa, situada en la región de Bretaña, departamento de Morbihan, en el distrito de Pontivy y cantón de Guémené-sur-Scorff.
La comuna se constituyó el 7 de junio de 1955.

## Demografía
| 480 | 468 | 468 | 434 | 382 | 355 |
| Para los censos de 1962 a 1999 la población legal corresponde a la población sin duplicidades (Fuente: INSEE [Consultar]) |     |     |     |     |     |